# Cycloprora
Cycloprora là một chi bướm đêm thuộc họ Noctuidae.